# Stopy aluminium

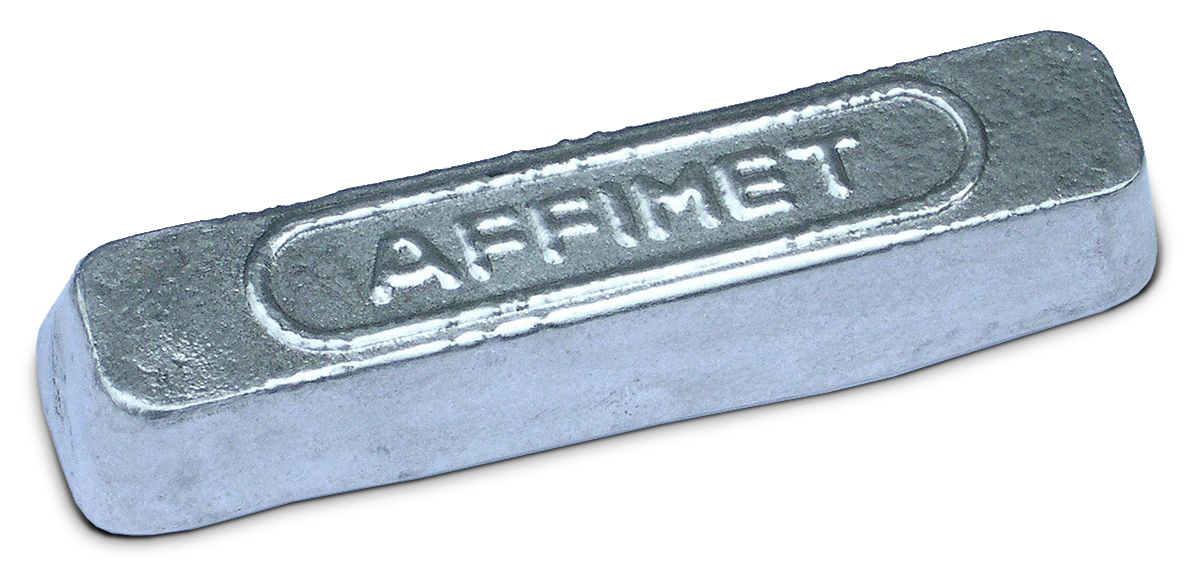
Wlewek ze stopu aluminium

Stopy aluminium – tworzywa metaliczne otrzymane przez stopienie aluminium z jednym lub większą liczbą metali (bądź z niemetalami), celowo wytworzone dla uzyskania żądanych właściwości.

## Właściwości glinu
Glin (nazwa formalna aluminium) krystalizuje w sieci A1, a więc cechuje się dużą plastycznością. Jego najbardziej prawdopodobny parametr sieci a = 0,40496 nm. Jego temperatura topnienia wynosi 660,32 °C, a temperatura wrzenia 2519 °C. Mała gęstość 2,7 g/cm3 (blisko 3 razy mniejsza niż żelaza) kwalifikuje ten metal do grupy metali lekkich. Dzięki tej właściwości i stosunkowo powszechnemu występowaniu w skorupie ziemskiej (8,2% wagowo) jest szeroko stosowany w przemyśle lotniczym i transporcie. Aluminium cechuje się dobrym przewodnictwem cieplnym i elektrycznym (gorszym jednak niż miedź), stąd jego zastosowanie na przewody elektryczne. Ma wysoką energię błędu ułożenia 200–250 mJ/m2. Na powietrzu pokrywa się cienką warstwą Al2O3, która chroni je przed dalszym utlenianiem (pasywacja). Jest odporne na działanie wody (o pH w zakresie 4–9), H
2CO
3, H
2S, wielu kwasów organicznych, związków azotowych. Natomiast nie jest odporne na działanie wodorotlenków (np. NaOH, KOH), kwasów beztlenowych (HF, HCl), wody morskiej i jonów rtęci. Wytrzymałość czystego wyżarzonego aluminium jest niska Rm = 70–120 MPa, Re = 20–40 MPa, wydłużenie A10 = 30–45, przewężenie Z = 80–95%. Twardość wynosi 15–30 HB; może jednak być umacniana przez zgniot.
Wytwarza się aluminium o różnych stopniach czystości (zgodnie z normami PN-79/H-82160 i PN-79/H-82163):
- najczystszy gatunek Al99,995R jest używany przy wytwarzaniu aparatury chemicznej i folii kondensatorowych,
- gatunek Al99,8H stosuje się na folie, powłoki kablowe i do platerowania,
- Al99,5HE na przewody elektryczne,
- Al99 na wyroby codziennego użytku.

do najczęstszych zanieczyszczeń aluminium należą żelazo, krzem, miedź, cynk i tytan, które obniżają plastyczność i przewodnictwo elektryczne, natomiast zwiększają twardość i wytrzymałość.
Aluminium przerabia się plastycznie – walcuje (blachy, folie) lub wyciska (pręty, rury, drut, kształtowniki). Obróbkę plastyczną można przeprowadzać na zimno lub na gorąco (ok. 450 °C). Aluminium ma duże powinowactwo do tlenu, stąd jego zastosowanie w aluminotermii oraz do odtleniania stali. Oprócz tego jest szeroko stosowane w przemyśle spożywczym oraz do aluminiowania dyfuzyjnego stali.

## Stopy aluminium

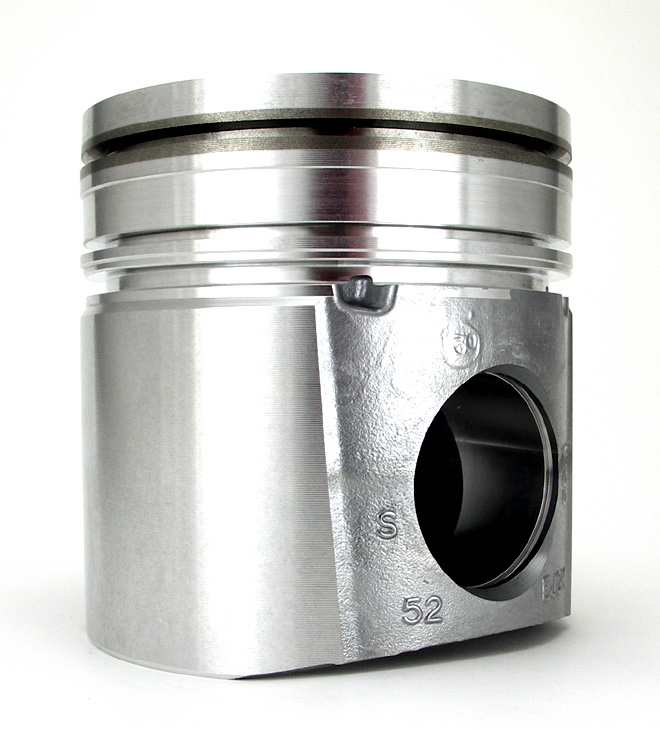
Aluminiowy tłok silnika spalinowego wykonany ze stopu odlewniczego

Właściwości wytrzymałościowe czystego aluminium są stosunkowo niskie, dlatego stosuje się stopy, które po odpowiedniej obróbce cieplnej mają wytrzymałość nawet kilkakrotnie większą. Stopy aluminium cechują się korzystnym parametrem konstrukcyjnym, tzn. stosunkiem wytrzymałości do ciężaru właściwego, który jest większy niż dla stali, a oprócz tego ich udarność nie maleje w miarę obniżania temperatury, dzięki czemu w niskich temperaturach mają większą udarność niż stal. Mają jednak niską wytrzymałość zmęczeniową.
Wg norm stopy aluminium dzieli się na:
- odlewnicze (PN-EN 1706:2001)
- do obróbki plastycznej (PN-EN 573-3:2005)

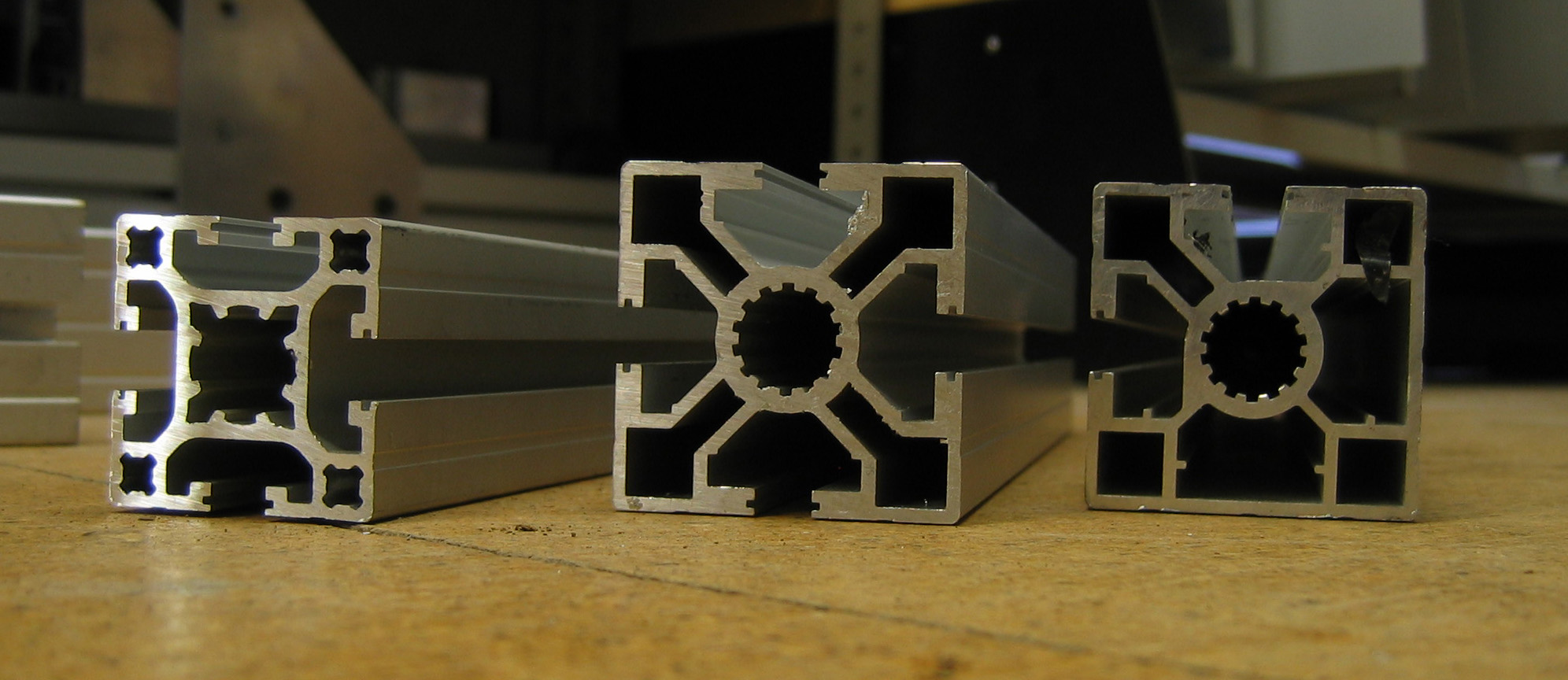
Profile aluminiowe wytłaczane ze stopu do obróbki plastycznej

Do odlewniczych zalicza się przeważnie stopy wieloskładnikowe o większej zawartości pierwiastków stopowych (5–25%), np. z krzemem (silumin); z krzemem i magnezem, z krzemem, miedzią, magnezem i manganem, z krzemem, miedzią, niklem, magnezem i manganem i inne. Cechują się one dobrą lejnością i małym skurczem.
Stopy do przeróbki plastycznej zawierają na ogół mniejsze ilości dodatków stopowych, głównie miedź (do ok. 5%), magnez (do ok. 6%) i mangan (do 1,5%), rzadziej krzem, cynk, nikiel, chrom, tytan. Niektóre stopy aluminium można poddawać utwardzaniu wydzieleniowemu, po którym ich właściwości wytrzymałościowe nie są gorsze niż wielu stali.
Niektóre stopy aluminium nadają się zarówno do odlewania, jak i przeróbki plastycznej.
Przykłady stopów aluminium
- Fechral (chromal) – stop żelaza, chromu i aluminium – odporny na utlenianie oraz siarkę, używany do wyrobu elementów grzejnych w postaci drutów i taśm[5][6].
- Kantal (kanthal) – stop żelaza i chromu z niewielkim dodatkiem glinu i kobaltu. Charakteryzuje się dużym oporem właściwym i ma zastosowanie w produkcji drutów oporowych oraz elementów grzejnych.

## Korozja stopów aluminium
Stopy aluminium cechują się wyższymi właściwościami mechanicznymi od czystego metalu, ale niższą odpornością na korozję. Wszystkie dodatki stopowe pogarszają odporność korozyjną stopów aluminium, najsilniej miedź i krzem, najsłabiej mangan i magnez. Korozja stopów aluminium to stopniowy rozpad materiału na tlenki glinu oraz pierwiastków stopowych, które pogarszają jego właściwości fizyczne i chemiczne. Aluminium wchodzi w reakcję z zawartym w powietrzu tlenem. Na powierzchniach ze stopu aluminium powstaje biała, ochronna warstwa tlenku glinu, tzw. warstwa pasywna. Jest ona bardzo cienka, bowiem jej grubość wynosi zaledwie kilka setnych mikrometra, a powłoka jest szczelna i stanowi bardzo dobre zabezpieczenie przed korozją. W przypadku uszkodzenia warstwy tlenku następuje samoczynne jej samozasklepienie. Aluminium charakteryzuje się wysoką odpornością w środowiskach neutralnych i lekko kwaśnych. W warunkach silnej kwasowości lub zasadowości tempo korozji jest wysokie. Najczęściej występującymi typami korozji aluminium są:
- korozja elektrochemiczna (galwaniczna),
- korozja wżerowa,
- korozja szczelinowa[7]

W wilgotnym środowisku korozja galwaniczna może wystąpić, gdy stop aluminium zostanie umieszczony w środowisku elektrolitycznym w kontakcie z innymi metalami o wyższym potencjale elektrochemicznym niż aluminium. Intensywność korozji jest najwyższa na przecięciu, gdzie spotykają się dwa metale, i zmniejsza się w miarę oddalania się od tego połączenia. Na przykład` jeśli aluminium i mosiądz stykają się lub nawet znajdują się blisko siebie i znajdują się w wodzie morskiej, powstaje ogniwo galwaniczne. Wówczas aluminiowa część będzie korodować, działając jak anoda. W takich warunkach obserwuje się korozję międzykrystaliczną lub złuszczanie warstwy wierzchniej. Korozja galwaniczna może być znacznie szybsza niż zwykła korozja atmosferyczna.
Korozja wżerowa to zjawisko korozji powierzchniowej aluminium charakteryzujące się małymi otworami (wżerami) na powierzchni. Zwykle te wżery nie wpływają na wytrzymałość produktu. Jest to raczej kwestia estetyczna, ale może być istotna, jeśli wygląd powierzchni ma kluczowe znaczenie. Korozja wżerowa występuje na ogół w regionach, w których w atmosferze występuje sól, ponieważ odpowiada za nią obecność anionów chlorkowych. Aby wystąpiła korozja wżerowa, potencjał stopu musi być wyższy od potencjału elektrolitu (roztworu soli). Występowanie defektów powierzchniowych na granicach ziaren i cząstek drugiej fazy jest prekursorem korozji wżerowej.
Korozja szczelinowa jest formą miejscowego procesu korozji materiałów. Nakładające się materiały lub niezamierzone błędy projektowe mogą prowadzić do powstania szczelin. W rezultacie gromadzenie się wody morskiej w tych kieszeniach może prowadzić do korozji szczelinowej.
Aluminium i jego stopy bardzo szybko ulegają korozji w kontakcie z wapnem i zaprawą cementową. W miejscach, w których stykają się z innymi metalami, zwłaszcza z miedzią, mosiądzem lub stalą, mogą ulegać tak zwanej korozji kontaktowej.

### Metody ochrony stopów aluminium przed korozją
Naturalna zdolność do tworzenia na powierzchni aluminium szczelnej warstwy tlenku znakomicie ogranicza potrzebę stosowania zabezpieczeń powierzchni przed korozją. W środowiskach agresywnych stosuje się dodatkowe zabezpieczenia powłokowe powierzchni aluminiowych. Istnieją trzy podstawowe sposoby zabezpieczenia aluminium przed korozją:
- utlenianie anodowe,
- obróbka chemiczna,
- powłoki organiczne.

Wśród różnych rodzajów stosowanych powłok dobre efekty daje stosowanie cyrkonu i krzemu.

## Podział ze względu na sposób wytwarzania
Ze względu na sposób wytwarzania, stopy aluminium dzieli się na stopy do obróbki plastycznej oraz stopy odlewnicze. Pierwsze zawierają do ok. 15% dodatków stopowych, najczęściej: miedź, magnez, mangan. Niektóre z tych stopów są stosowane w stanie umocnionym zgniotem lub po wyżarzaniu rekrystalizującym. Część podlega utwardzaniu wydzieleniowemu w wyniku obróbki cieplnej.

## Klasyfikacja
Zgodnie z normą PN-EN 573-3:2019-12 stopy aluminium są klasyfikowane według składu chemicznego w ośmiu seriach. W tabeli przedstawiono główne pierwiastki dodawane do poszczególnych stopów. Oznaczenie składa się z czterech cyfr, z których pierwsza oznacza główny dodatek stopowy.
| Seria stopu aluminium | Główne dodatki stopowe       | Charakterystyka |
| --------------------- | ---------------------------- | --- |
| 1xxx                  | brak (zanieczyszczenia <1%)  | Gatunki aluminium z serii 1xxx mają niskie właściwości wytrzymałościowe, zaś bardzo dużą plastyczność, dzięki czemu są podatne do obróbki plastycznej na zimno i na gorąco. Dzięki wysokiej czystości stopu, cechują się dużą odpornością na korozję, gdyż aluminium wykazuje powinowactwo do tlenu. Charakteryzują się także wysoką przewodnością cieplną oraz elektryczną. |
| 2xxx                  | Cu                           | Dla stopów z serii 2xxx obserwuje się wzrost twardości w stosunku do 1xxx, jednak znacznie niższa jest odporność na korozję. |
| 3xxx                  | Mn                           | Stopy należące do grupy 3xxx wykazują niską wytrzymałość, jednak są podatne do obróbki plastycznej. Są bardzo dobrze spawalne i odporne na korozję. |
| 4xxx                  | Si                           | Stopy z serii 4xxx noszą nazwę silumin. Cechuje je wysoka wytrzymałość oraz odporność na korozję. |
| 5xxx                  | Mg                           | Odporność na korozję jeszcze większa niż dla 4xxx. |
| 6xxx                  | Mg + Si                      | Stopy z serii 6xxx są odporne na korozję, posiadają dobrą plastyczność, średnią wytrzymałość mechaniczną. |
| 7xxx                  | Zn + Mg                      | Seria 7xxx to twarde, wysokowytrzymałe stopy aluminium. Cechuje je najwyższa wytrzymałość spośród wszystkich stopów aluminium, jednak również niewysoka odporność na korozję. |
| 8xxx                  | pozostałe, brak klasyfikacji | Grupa 8xxx obejmuje stopy aluminium, których nie sklasyfikowano w poprzednich seriach. |